# 熱帶風暴紅霞 (2020年)
熱帶風暴紅霞（英語：Tropical Storm Noul，國際編號：2011，聯合颱風警報中心：WP132020，菲律賓大氣地球物理和天文管理局：Leon）是2020年太平洋颱風季第11個被命名的風暴。「紅霞」（韓語：노을）一名由北韓所提供，是指日落時紅色的天空。

## 氣象歷史
經歷多個連續吹襲朝鮮半島的熱帶氣旋後，華南地區步入秋季，而熱帶輻合帶持續活躍於9月的西北太平洋上空。電腦數值預報模式連續多報預計菲律賓以東將有低壓區形成，橫過菲律賓並在南海中部發展，大致移向海南、越南一帶，屆時該低壓區的風圈龐大，將會遠距離影響廣西、廣東西部，以至珠江口一帶。這個預報中的低壓區於9月14日在菲律賓中部群島以東海域形成，美國海軍研究實驗室給予熱帶擾動編號90W。該系統的低層環流中心廣闊而無法辨認、結構鬆散，對流雜亂無章，然而日本氣象廳仍在晚上8時率先把該系統升為熱帶低氣壓，聯合颱風警報中心在當日下午2時對該低壓區在1日內發展成熱帶氣旋的機會評為「低」，至晚上9時提升至「中」。在副熱帶高壓脊的帶領下，該系統採取西北偏西路徑，時速約18公里，當晚移入菲律賓中部群島。
因應該系統螺旋性漸增，聯合颱風警報中心在9月15日早上10時把上述評級提升至「高」並發出熱帶氣旋形成警報。該系統西移橫過菲律賓中部，下午移入南海並恢復西北偏西路徑，吸收超過攝氏30度海水供應的能量，臺灣中央氣象局表示該系統在下午2時增強為熱帶低氣壓，給予編號TD13，澳門氣象局和中國國家氣象中心也接連在下午5時20分和5時25分作出同等升格；日本氣象廳在下午3時05分發出烈風警報。隨着系統逐漸整合鞏固，香港天文台在晚上7時45分表示「一個熱帶氣旋似乎在形成中」，至16日午夜12時半才把該系統升格為熱帶低氣壓，聯合颱風警報中心則於較早前的15日晚上11時已升格，給予熱帶氣旋編號13W。日本氣象廳、中國國家氣象中心、香港天文台和聯合颱風警報中心分別在16日凌晨3時10分、3時45分、4時45分和5時進一步把該系統升為熱帶風暴，日本氣象廳把該風暴命名為紅霞，給予國際編號2011。上述氣象部門均預測紅霞橫過南海中部，以強烈熱帶風暴到颱風強度登陸越南中部。紅霞所在海域高空受南亞高壓影響吹東北風，而底層則受西南氣流影響，垂直風切變加上極地方向流出受阻，導致紅霞的低層環流中心外露。
雖然垂直風切變在9月17日維持，但在赤道方向流出強勁，以及西南氣流供應水氣下，紅霞仍能稍為增強並組成中心密集雲團，中國國家氣象中心和香港天文台接連在凌晨5時10分和6時45分把紅霞升為強烈熱帶風暴。日間紅霞的低層環流中心繼續暴露，中心密集雲團向西切離，亦促使各氣象部門下調紅霞的預測強度；同時紅霞繼續向西北偏北移動，加速至時速25公里。最終香港天文台、澳門氣象局和中國國家氣象中心只評估紅霞維持強烈熱帶風暴下限強度，日本氣象廳更未有把紅霞升格為強烈熱帶風暴。紅霞在17日晚改向西移，中國國家氣象中心宣佈紅霞在9月18日早上9時半在越南順化省東部登陸，登陸時兩分鐘平均風速25每秒（90每小時），隨後在早上11時半把紅霞降格為熱帶風暴，再在下午2時50分把紅霞降為熱帶低壓，下午5時更宣布停止編號；香港天文台也在早上11時半把紅霞降為熱帶風暴，再在晚上7時45分把紅霞降為熱帶低氣壓，19日凌晨4時45分降為低壓區。登陸後的紅霞加速移入老撾，再進入泰國，地型影響下中心密集雲團崩解，對流快速削弱，但聯合颱風警報中心和日本氣象廳表示红霞在19日凌晨2時才減弱為熱帶低氣壓。最終日本氣象廳在19日早上最後一次探測到紅霞的蹤影。

## 影響

### 中國大陸
國家氣象中心發出之最高颱風預警信號： 颱風藍色預警信號
国家气象中心于9月16日起发布台风蓝色预警信号，于18日18时解除。

#### 海南省
海南省氣象局發佈之最高颱風預警信號： 颱風藍色預警信號
9月16日17時，海南省三防總指揮部啟動防汛防風IV級應急響應。9月17日，海南省公安廳海岸警察總隊（籌備組）啟動防颱風工作預案，告知漁民颱風的移動路線和需要注意的事項，通知轄區內所有漁船回港，並讓船上的工作人員及時上岸避風。「紅霞」17日15時在南海中西部，距永興島東南方向約170公里處，中心附近最大風力10級。
17日下午，海南島和北部灣一帶風力增大到8級，陣風10級。海南省氣象台預報瓊州海峽風力將達8級，陣風達10級，海南省海事局發出停航通知，15時起，瓊州海峽將暫停營運，所有滾裝客船回港避風，海南進出島鐵路因渡輪停運而停運。海南省氣象台於18日16時解除颱風四級預警。

#### 廣東省

##### 湛江市
湛江市氣象台發佈之最高颱風預警信號： 颱風藍色預警信號
在9月17日下午1時發布颱風藍色預警信號。

### 香港
香港天文台在9月16日上午10時發出的「特別天氣提示」中表示紅霞會在翌日早上進入香港800公里範圍內，屆時考慮發出一號戒備信號，並預測在紅霞及東北季候風的共同效應下，翌日稍後及星期五（9月18日）香港風勢頗大，驟雨增多及有狂風雷暴；隨後在下午6時更新「特別天氣提示」，把紅霞進入香港800公里範圍內的時間延後至翌日日間。但由於9月17日早上紅霞採取較為偏西路徑移動，並且天文台預料其在當日稍後在香港西南面800公里掠過，對香港直接威脅不大，於是天文台在正午12時發出「特別天氣提示」中，表示需要發出熱帶氣旋警告信號的機會較低，惟當日及翌日受東北季候風影響，天氣不穩定及風勢頗大，海面有湧浪，呼籲市民請留意天氣變化。然而，紅霞在中午後採取較為偏北路徑移動，並進入香港800公里範圍內，當晚在香港西南偏南約750公里掠過。雖然紅霞9月18日上午在越南中部登陸，但仍受其外圍環流及東北季候風影響，香港離岸風勢在下午有所增強，天文台在下午2時40分發出強烈季候風信號，而風勢於晚上逐漸減弱，惟天文台直至9月19日上午8時45分才取消強烈季候風信號。

### 澳門
澳門氣象局在9月16日下午12時10分發出「特別信息」，表示預料紅霞會在翌日清晨會進入澳門800公里範圍內，屆時考慮發出一號風球。氣象局隨後在17日上午7時更新「特別信息」，把紅霞進入澳門800公里範圍內的時間延遲；但由於紅霞移動路徑較預測偏南，氣象局預測其會在澳門西南約750公里掠過，並不會對澳門帶來直接影響，於是在17日下午4時15分更新「特別信息」，表示發出熱帶氣旋信號機會會較低。惟受紅霞及東北季候風影響，天氣仍不穩定及風勢較大。
9月17至18日，雖然三條大橋間竭性吹強風，而9月17日16:50分，大潭山錄得最低氣壓為992hpa，但當時氣象局並沒有發出熱帶氣旋警告信號。

### 越南
「紅霞」吹襲了越南旅遊勝地峴港，帶來了強風和暴雨，吹倒了許多樹木，造成一人死亡，損壞了數百間房屋，並導致部分地區發生洪災。

## 熱帶氣旋警告使用紀錄

### 菲律賓
| 菲律賓大氣地球物理和天文服務管理局 風暴信號 | 菲律賓大氣地球物理和天文服務管理局 風暴信號 | 菲律賓大氣地球物理和天文服務管理局 風暴信號 |
| ------------------------------------------- | ------------------------------------------- | ------------------------------------------- |
| 上一熱帶氣旋                                | 一號風暴信號                                | 下一熱帶氣旋                                |
| 熱帶低氣壓米克拉                            | 一號風暴信號                                | 熱帶低氣壓Ofel                              |

### 中國大陸
| 国家气象中心 颱風預警信號 | 国家气象中心 颱風預警信號 | 国家气象中心 颱風預警信號 |
| ------------------------- | ------------------------- | ------------------------- |
| 上一熱帶氣旋              | 颱風藍色預警信號          | 下一熱帶氣旋              |
| 超強颱風海神              | 颱風藍色預警信號          | 熱帶風暴蓮花 熱帶風暴浪卡 |

## 外部連結
| 太平洋颱風季             |
| 主題頁 - 專題 - 編輯指南 |

- （日語）日本氣象廳首頁 （页面存档备份，存于）
- （英文）聯合颱風警報中心首頁 （页面存档备份，存于）
- （简体中文）中國國家氣象中心首頁 （页面存档备份，存于）
- （繁體中文）臺灣中央氣象局首頁 （页面存档备份，存于）
- （繁體中文）香港天文台首頁 （页面存档备份，存于）
- （繁體中文）澳門地球物理暨氣象局首頁 （页面存档备份，存于）
- （英文）菲律賓大氣地球物理和天文管理局 惡劣天氣公告 （页面存档备份，存于）
- （泰文）泰國氣象局首頁 （页面存档备份，存于）